# مذهب در سیمپسون‌ها
مذهب یکی از موارد مورد استفاده (سبک‌ها) در مجموعه انیمیشن آمریکایی سیمپسون‌ها است.بیشتر طنز مجموعه شوخی با جنبه‌های مسیحیت و مذهب‌ها به عنوان موضوع اصلی است و در قسمت‌هایی چون «بارت روحش را می‌فروشد» و «دوباره تنها - ناچرا دیدلی» می‌تواند به عنوان داشتن سبک معنوی عنوان شود. این سبک هم اعتقادات مختلف را ستوده و هم آن را به انتقاد گرفته است. همچنین می‌تواند به عنوان کمک کننده‌ای برای شناخت کتاب مقدس برای بینندگان بی‌دین جوان باشد.

## قسمت‌هایی که بر روی مذهب تمرکز دارند

ند فلندرز، که در بیشتر قسمت‌ها یک مسیحی با اعتقاد است در نقش شیطان در قسمت ویژه هالووین «خانه درختی وحشت چهار»

- «بارت صفر می‌گیرد» (فصل دو، ۱۹۹۰)؛ مسیحیت
- «جنگ هومر و لیسا برای فرمان هشتم» (فصل دو، ۱۹۹۱)؛ مسیحیت
- «مثل پدر ، مثل دلقک» (فصل سه، ۱۹۹۱)؛ یهودیت
- «هومر بی‌دین» (فصل چهار، ۱۹۹۲)؛ مسیحیت و ایمان
- «خانه درختی وحشت چهار» (فصل پنج، ۱۹۹۳)؛ روح و شیطان
- «بارت روحش را می‌فروشد» (فصل هفت، ۱۹۹۵)؛ مسیحیت و خروج روح
- «در حاشیه ما اعتماد داریم» (فصل هشت، ۱۹۹۷)؛ مسیحیت
- «خانم و آقای ناهاساپیماپتلیون» (فصل نه، ۱۹۹۷)؛ هندوئیسم
- «لیسای شکاک» (فصل نه، ۱۹۹۷)؛ ایمان، باور به فرشتگان و روز رستاخیز
- «لذت مذهب» (فصل نه، ۱۹۹۸)؛ ایمان و فرقه
- «داستان‌های انجیل سیمپسون‌ها» (فصل ده، ۱۹۹۹)؛ یهودیت و مسیحیت
- «تغییر ایمان» (فصل یازده، ۲۰۰۰)؛ ایمان شفابخش
- «خانه درختی وحشت چهارده» (فصل دوزاده، ۲۰۰۰)؛ مسیحیت، عرش و دوزخ
- «به سرزمین دعا خواهم رفت» (فصل دوازده، ۲۰۰۱)؛ مسیحیت
- «او کم ایمان» (فصل سیزده، ۲۰۰۱)؛ بودائیسم
- «هر چیزی دعا کن» (فصل چهارده، ۲۰۰۳)؛ مسیحیت
- «امروز من یک دلقکم» (فصل پانزده، ۲۰۰۳)؛ یهودیت
- «پاس بلند ند و هومر» (فصل شانزده، ۲۰۰۵)؛ مسیحیت
- «ممنون خدا، روز رستاخیز رسیده» (فصل شانزده، ۲۰۰۵)؛ مسیحیت و روز رستاخیز
- «پدر ، پسر و مهمان مقدس» (فصل شانزده، ۲۰۰۵)؛ کاتولیسیزم[۳]
- «داستان‌های کریسمس سیمپسون‌ها» (فصل هفده، ۲۰۰۵)؛ مسیحیت
- «لباس میمون» (فصل هفده، ۲۰۰۶)؛ آفرینش‌گرایی علیه فرگشت
- «خانه درختی وحشت نوزدهم» (فصل نوزده، ۲۰۰۷)؛ مسیحیت، هفت گناه کبیره
- «مای پاد و بوم استیک‌ها» (فصل بیست، ۲۰۰۸)؛ اسلام
- «مگی گم شده» (فصل بیست، ۲۰۰۹)؛ کاتولیسم
- «جاروسوارها و کلاه به سرها» (فصل بیست و یک، ۲۰۰۹)؛ ویکا
- «بهترین داستان دوه شده» (فصل بیست و یک، ۲۰۱۰)؛ یهودیت، مسیحیت، و اسلام
- «یک درخت در اسپرینگفیلد رشد می‌کند» (فصل بیست و چهار، ۲۰۱۲)؛ ایمان
- «تجارت نوشیدنی» (فصل بیست و پنج، ۲۰۱۳)؛ مسیحیت و ایمان
- «دلقک افسرده» (فصل بیست و شش، ۲۰۱۴)؛ یهودیت و زندگی آخرت